# 克拉伊夫希納

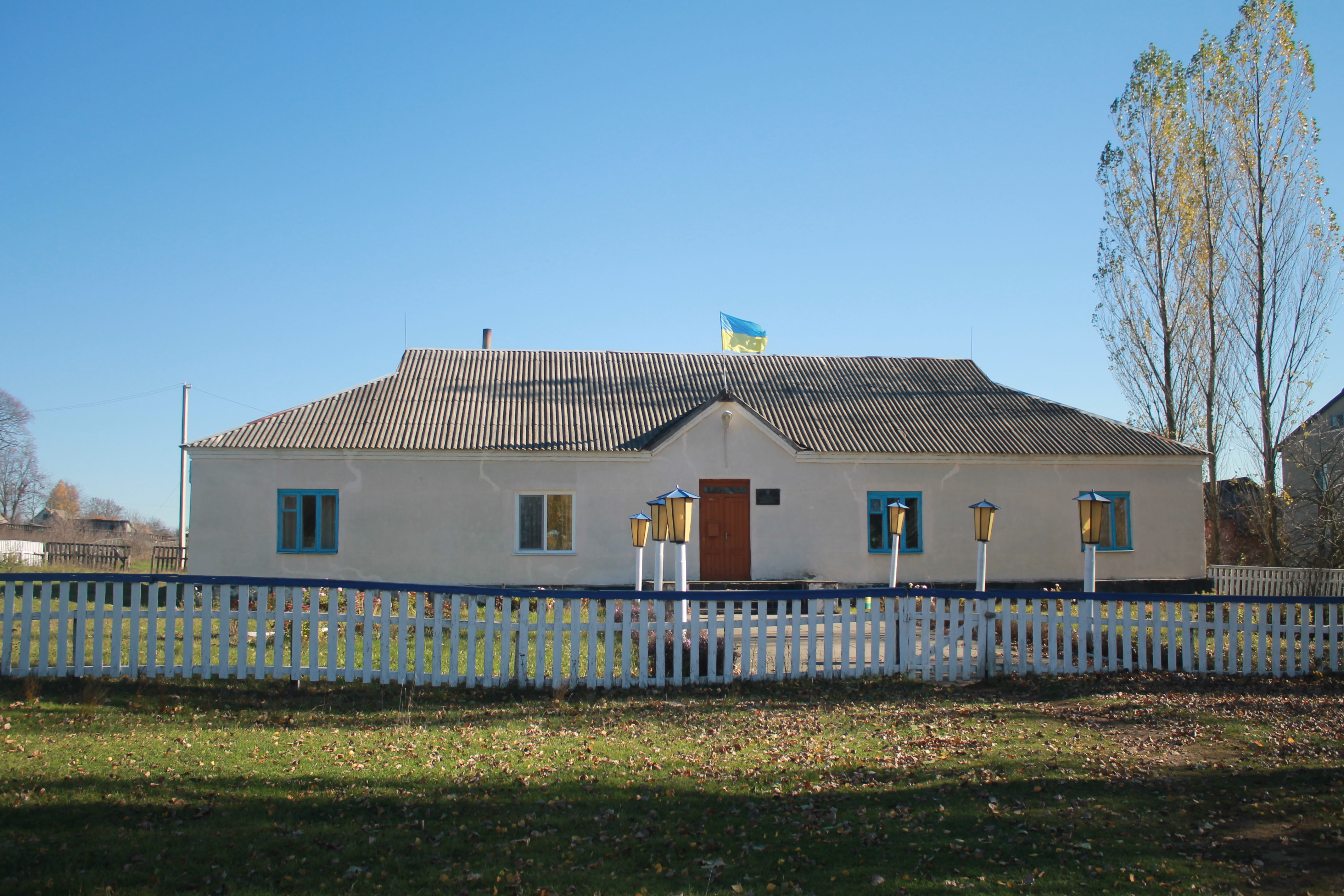

克拉伊夫希納（烏克蘭語：Краївщина），是烏克蘭北部的村莊，隸屬日托米爾州的日托米爾區。該村始建於1653年，面積22.87平方公里，2001年人口471，人口密度每平方公里20.59人。
50°44′15″N 28°21′9″E / 50.73750°N 28.35250°E